# البطولة الوطنية المجرية 1909–10
البطولة الوطنية المجرية 1909–10 (بالمجرية: 1909–1910-es magyar labdarúgó-bajnokság)‏ هو الموسم 9 من  البطولة الوطنية المجرية. أشرف على تنظيمه اتحاد المجر لكرة القدم، وكان عدد الأندية المشاركة فيه  9، وفاز فيه نادي فيرينتسفاروشي.